# Orani
Orani (sardisk: Oràne) er en by og en kommune (comune) i provinsen Nuoro i regionen Sardinien i Italien. Byen ligger i 523 meters højde og har 2.879 indbyggere (2016). Kommunen har et areal på 130,43 km² og grænser til kommunerne Benetutti, Bolotana, Illorai, Mamoiada, Nuoro, Oniferi, Orotelli, Ottana og Sarule.